# Durdane
Durdane är en science fiction-trilogi skriven av Jack Vance mellan 1971 och 1973. Böckerna redogör i detalj för de politiska och sociala äventyr som den manlige huvudpersonen upplever på den främmande världen Durdane. Trilogin i sin helhet, målar ett porträtt av dennes uppväxt från en vanlig pojke till autokraten Anomen, och hur han till slut lyckas stå som räddare av sin värld mot de främmande inkräktarna Asutra i den tredje boken. 
Bokserien förefaller i efterhand, sin fantasikraft och säkra teckning till trots, ha blivit förbisedd vid prisnomineringar.
Trilogins tre delar är i läsordning:
- Durdane 1  The Anome eller The Faceless Man
- Durdane 2  The Brave Free Men
- Durdane 3  The Asutra

## Skådeplatsen
Trilogin tilldrar sig i samma slags “Gaean Reach”-miljö som många av Vance's böcker och är liksom de flesta av hans arbeten full av färg, dofter, utsmyckat  bisarra kulturer och heroiska äventyr. Just nu, är en cirka 10 000 år avlägsen framtid, i utkanten av del av Vintergatan som mänskligheten då har lyckats kolonisera.
Handlingen utspelar sig på Durdane, en stor planet med ytan täckt av hav och kontinenter. Durdane karakteriseras av en stor brist på metall, vilket har konsekvenser för teknisk och kulturell utveckling. Durdane beskrivs som omkretsande ett tätt trippelstjärnesystem lika ovanligt som HD 188753. Durdane klarar på något sätt en regelbunden dygnsrytm med tre solar, en lavendelblå, en rosa och en vit. 
9000 år har gått sedan Durdane fick sina första mänskliga kolonister, och under ett par tusen år fungerade planeten som tillflyktsort för grupper av människor, som inte kunde hitta en plats någon annanstans. Dessa har sedan spritt sig till de tre kontinenterna och Shant är ett av de större områden, som tillhör en mindre kontinent. Efter tidigare stridigheter har människorna utvecklat helt skilda samhällen utan inbördes kontakt vid början av den skildrade omvälvningen, vilken  huvudsakligen drabbar Shant-samhället. 
Vid berättelsens början lever Shants invånare ett kontrollerat liv uppdelade på ett 60-tal olika kantoner med egna märkliga seder, försörjning och lagstiftning. Långväga transporter klarade man av genom ett linbundet luftskeppssystem, gondolförsedda ballonger som styrs och drivs av vinden längs ett mycket omfattande kabelnät över hela Shant. Teknik i övrigt har degenererat och rymdfart är historisk. De tre solarna har utvecklat innevånarnas färgseende, vars nyansrikedom bland annat är grunden för en individuell unik färgstreckkod på den minerade halsboja ”torc”, som alla förses med i tonåren. Shant var nyligen skådeplats för utdragna krig och upplopp, vilka så småningom kom till ett slut genom införandet av halsringen. Överträdelser eller ifrågasättande av den lokala lagstiftningen bestraffas med dekapitering, som sköts elektroniskt så att ringen exploderas efter gottfinnande av ”mannen utan ansikte”, den anonyma härskaren, Anomen, eller en av hans medhjälpare.
Långt söder om Träskmarkerna och Shants horisont ligger Caraz, den vilda kontinenten som blivit ett tillhåll för utvisade, nomader och slavhandlare. Hit flyttas handlingens nav i den tredje delen. En för människor ogästvänlig träskplanet i ett angränsande system är hemvärd för andra varelser som spelar roller.

## Intrig och huvudaktörer
- Gastel Etzwane är trilogins huvudperson, son till en sköka[1] och fritänkare, anonym musiker och äventyrare. De två första volymerna skildrar hans uppväxt, hans upptäckt av sin fars identitet, hans kamp att bli en musiker själv, morden på sin mor och syster av en ras av - bokstavligen - omänskligt barbariska inkräktare kallade Roguskhoi, och hans kamp för hämnd på dem.

- Ifness är en jordisk historiker som av sin hemmaorganisation uppdragits att i hemlighet göra fältstudier på den fjärran bosättningen Durdane. Han har tillgång till den stjärnfarande civilisationens avancerade teknik. Eftersom de främmande angriparna utgör ett möjligt hot mot den övriga mänskliga sfären, skaffar han utökade befogenheter att även ingripa i förvecklingarna på Durdane.

- Roguskhoi är människolika barbariska inkräktare. De är alla manliga och konstant brunstiga, men de kan endast reproducera sig genom sexuall samvaro med mänskliga kvinnor.

- Asutra  är en parasiterande främmande ras, som skapat Roguskhoi för egna syften med biologisk krigföring.

- Ka  är ytterligare en ras som hamnat i Asutrornas våld.